# Чёрная щурка
Чёрная щурка (лат. Merops gularis) — вид птиц из семейства щурковых. Вид был впервые описан Джорджем Шоу в 1798 году.

## Описание
Чёрная щурка достигает длины около 20 см и массы от 22 до 33 г. Половой диморфизм не выражен. У взрослых особей номинативного подвида голова чёрная с голубыми лбом и надбровьем и часто с синей линией под глазом. Перья на горле алые (прикорневая часть тёмно-серая), ромбовидной формы, кончики состоят из пучка непересекающихся шипов длиной 10 мм. Верхняя часть тела чёрная, за исключением блестящего лазурно-голубого надхвостья и длинных верхних кроющих перьев хвоста. Маховые перья тёмно-рыжие с черноватыми кончиками; кроющие перья крыльев и второстепенные маховые перья с узкими краями от зелёного до лазурно-голубого цвета, а третьестепенные маховые перья с широкими краями от зелёного до лазурно-голубого цвета. Грудь чёрная с синими прожилками, брюхо и нижние кроющие перья хвоста (последние очень длинные) ярко-синие. Клюв чёрный, радужная оболочка тёмно-красная, ноги фиолетово-чёрные.

## Ареал
Чёрная щурка распространена в Западной и Центральной Африке. 

## Подвиды
Различают два подвида:
- Merops gularis gularis Shaw, 1798
- Merops gularis australis (Reichenow, 1885)

Они незначительно отличаются друг от друга по яркости оперения и длине крыла.